# Roberto Succo
Roberto Succo (* 3. April 1962 in Mestre; † 23. Mai 1988 in Vicenza) war ein italienischer Gewaltverbrecher und Serienmörder.

## Verbrechen
Am 9. April 1981 erstach Roberto Succo seine Mutter und erdrosselte seinen Vater. Er misshandelte die beiden Leichen und deponierte sie in der Badewanne. Nachdem er gefasst wurde, wurde er zu zehn Jahren Haft verurteilt und in eine psychiatrische Haftanstalt in Reggio nell’Emilia eingewiesen. Am 15. Mai 1986 flüchtete er über das Dach der Anstalt und entkam der Polizei.
Innerhalb der nächsten zwei Jahre beging Succo in vier europäischen Staaten eine unbekannte Anzahl von Autodiebstählen, Raubüberfällen, Vergewaltigungen, Geiselnahmen und Tötungsdelikten. In Frankreich ermordete er zwei Frauen, einen Arzt und zwei Polizisten.
Am 28. Februar 1988 konnte er in Mestre verhaftet werden. Zu dieser Zeit stand er in Frankreich, Italien und der Schweiz bereits auf Platz 1 der Fahndungslisten. Nach einem gescheiterten Fluchtversuch vier Tage später verübte Roberto Succo am 23. Mai 1988 in seiner Gefängniszelle in Vicenza Suizid.

## Künstlerische Verarbeitung
Im Jahr 1988 schrieb Bernard-Marie Koltès das Theaterstück Roberto Zucco, das das Leben und die Verbrechen des Täters behandelt. 1991 verfasste die französische Reporterin Pascale Froment das Buch Je te tue. Histoire vraie de Roberto Succo assassin sans raison. Dieses erzählt anhand von Gerichtsunterlagen das Leben von Succo und diente 2001 als Vorlage für den Film Roberto Succo; Regie führte Cédric Kahn, die Rolle des Roberto Succo übernahm Stefano Cassetti.